# Monastero di Koutloumousiou
Il monastero di Koutloumousiou (in greco Κουτλουμουσίου?) è uno dei venti monasteri della Chiesa ortodossa di Monte Athos, in Grecia.
È situato al centro della penisola, presso il capoluogo Karyes ed occupa il sesto posto nella gerarchia dei monasteri atoniti.
È dedicato alla Trasfigurazione di nostro Signore, che si festeggia il 6 agosto, (19 agosto).
Attualmente conta una ventina di monaci che seguono la regola cenobita. Da questo convento dipende anche la skita di San Panteleimon.

## Storia
Secondo una corrente di pensiero il monastero venne fondato nell'XI secolo da un membro della famiglia turca dei Kutlumusìu. Altri fanno risalire la fondazione del monastero a una comunità monastica della Palestina in quanto Kutlumus in dialetto palestinese significa Cristo Salvatore. Il primo documento che porta il nome di un abate di questa comunità risale al 1169. Nei primi secoli subì molte depredazioni e devastazioni da parte dei pirati e dei crociati. Dal XIV secolo al XVII secolo fu abitato da monaci rumeni e sostenuto dei principi moldavi e valacchi. L'attuale katholikòn venne edificato nel 1540 dopo che il precedente fu distrutto da un incendio nel 1497. L'ultimo devastante incendio ebbe luogo nel 1767.

## Patrimonio artistico
Il katholikòn e affrescato in stile della scuola cretese.
La biblioteca conta 662 manoscritti di cui 95 in pergamena e circa 3500 volumi.